# Vice City
Vice City, někdy zkracováno jako VC je fiktivní město vytvořené na základě skutečného amerického města Miami na Floridě. Ve městě se odehrávají tři hry od Rockstar Games: Grand Theft Auto: Vice City, Grand Theft Auto: Vice City Stories a GTA1. Město je nejnebezpečnější v GTA, bydlí v něm slavní bossové jako Tommy Vercetti, Ricardo Diaz, Jerry Martinez, Brian Forbes nebo Victor Vance.

## Historie Vice City
- 1984 – Do Vice City přijíždí Victor Vance, de facto první pohled na Vice City
- 1984 – Vystoupení Phila Collinse v GTA:VCS
- 1986 – Do Vice City přijíždí Tommy Vercetti po dlouhém pobytu ve vězení
- 1986 – Bylo vyfoceno, že kongresman Alex Shrub má vztah s herečkou Candy Suxxx

## Čtvrti
- Vice Point
- Prawn Island
- Leaf Links
- Wasington Beach
- Ocean Beach
- Vice Port
- Escobar International Airport
- Little Havana
- Starfish Island
- Fort Baxter Air Base
- Little Haiti
- Downtown
- Hyman Memorial Stadium
- Dirtbike Track